# Bytom
Bytom (németül Beuthen) (régi magyar neve: Bitony), délnyugat-lengyelországi város a sziléziai vajdaságban, a felsősziléziai ipari körzet központjában, az ország egyik legfontosabb kulturális, tudományos és ipari centrumában.

## Történelem
A város első írásos emléke 1136-ban íródott. 1254-ben német városi jogot kapott. 1281-ben a Beutheni Hercegség székhelye. 1289-től Csehország része. 1526-ban a Habsburg Birodalom része lett, majd 1742-ben Poroszország szerezte meg, Felső-Szilézia (Oberschlesien) tartomány részeként.
A 19. században fontos ipari központ volt (cink, kőszénbányászat). 1894-ben a villamos is elindult a városban.
Az első világháború végén a város határváros lett, egyes részeit Kelet-Felsőszilézia (Ostoberschlesien) részeként Lengyelország területéhez került, többi része továbbra is a Német Birodalomhoz tartozott. 1939-ben Németország visszafoglalta, 1945-től Lengyelországhoz tartozik.

## A városrészei

A városrészei

- Bobrek
- Górniki
- Karb
- Łagiewniki
- Miechowice
- Rozbark
- Stolarzowice
- Stroszek
- Sucha Góra
- Szombierki
- Śródmieście

## Lakosság

Bytom népességfejlődése

| Év   | Lakosság (fő) |
| ---- | ------------- |
| 1629 | 1.377         |
| 1754 | 1.131         |
| 1761 | 793           |
| 1795 | 1.558         |
| 1800 | 1.707         |
| 1810 | 1.926         |
| 1820 | 2.000         |
| 1840 | 4.079         |
| 1860 | 10.313        |
| 1871 | 15.711        |
| 1880 | 22.810        |

| Év   | Lakosság (fő) |
| ---- | ------------- |
| 1885 | 26.484        |
| 1890 | 36.905        |
| 1900 | 51.404        |
| 1905 | 60.273        |
| 1910 | 67.718        |
| 1919 | 53.238        |
| 1925 | 62.543        |
| 1933 | 100.584       |
| 1935 | 103.332       |
| 1939 | 101.084       |

| Év   | Lakosság (fő) |
| ---- | ------------- |
| 1946 | 113.393       |
| 1947 | 105.000       |
| 1948 | 110.294       |
| 1950 | 174.000       |
| 1960 | 173.000       |
| 1970 | 187.100       |
| 1975 | 234.400       |
| 1980 | 231.608       |
| 1996 | 225.287       |
| 2000 | 201.300       |
| 2004 | 189.535       |
| 2005 | 187.943       |

## Sport
Labdarúgó csapata a Polonia Bytom.

## Híres emberek
- Grzegorz Gerwazy Gorczycki – lengyel zeneszerző
- Heinrich Schulz-Beuthen - német zeneszerző
- Józef Szmidt - lengyel atléta, hármasugró.
- Edward Szymkowiak - lengyel labdarúgó
- Jan Liberda - lengyel labdarúgó
- Zygmunt Anczok - lengyel labdarúgó
- Leo Scheffczyk - német teológus
- Hans-Joachim Kasprzik - német filmrendező
- Leszek Engelking - lengyel költő, író
- Paul Freier - német labdarúgó
- Anna Nehrebecka - lengyel színművész
- Itt született  Reinhard Opitz (1934–1986) német publicista és politológus.
- Itt született 1963. április 8-án Bogusław Bagsik lengyel színész.

## Testvértelepülések
- Németország Recklinghausen 2000
- USA Butte Silver Bow
- Csehország Vsetín
- Oroszország Dmitrov